# Association sportive Étrœungt
 (juin 2019).
Si vous disposez d'ouvrages ou d'articles de référence ou si vous connaissez des sites web de qualité traitant du thème abordé ici, merci de compléter l'article en donnant les références utiles à sa vérifiabilité et en les liant à la section « Notes et références ».
L'AS Étrœungt est un club français de football basé à Étrœungt (Nord) comprenant une section de football féminin qui fut trois fois championne de France.

## Histoire
Né sous l'impulsion de Michel Hamel, le boulanger du village (1400 habitants), le club féminin d'Étrœungt a été un précurseur du football féminin en France. Il a été créé pour agrémenter les festivités du 14 juillet 1970, puis a dominé le championnat à la fin de cette décennie. De nombreuses joueuses sont alors attirées dans l'Avesnois comme Marie-Noëlle Warot-Fourdrignier, qui deviendra capitaine de l'Équipe de France (21 sélections). Attirant rapidement près de 2000 spectateurs autour d'un terrain boueux sans main-courante, ni douche dans le vestiaire, le club se développera rapidement jusqu'à devenir champion de France en 1978 (à cette occasion, les joueuses reçoivent le trophée des mains du préfet Claude Érignac). L'équipe masculine joue alors en lever de rideau de la section féminine. Avec deux nouveaux titres en 1979 et 1981, le club reçoit la visite de journalistes tels que Thierry Roland qui titrera "Les femmes aux fourneaux et pas sur les terrains de foot". L'équipe décline au cœur des années 1980 avant de totalement disparaître.

## Palmarès
- Champion de France D1 féminin : 1978, 1979, 1981.
- Vice-champion de France D1 féminin : 1982.

## Parcours en championnat de France

### Championnat de France 1977-1978
Le championnat de France 1977-1978 est disputé sous la forme d'un premier tour comprenant 20 équipes réparties en 4 groupes. Une phase finale se déroule ensuite. 
| Quart de finale aller | Football Féminin Quimper | 0 - 1   | AS Étrœungt | Stade Municipal, Peumerit              |                                        |
| 5 mars 1978 15h00     |                          | (0 - 1) | Pani 5e     | Spectateurs : 660 Arbitrage : Trudelle | Spectateurs : 660 Arbitrage : Trudelle |
| 5 mars 1978 15h00     | Rapport                  |         |             | Spectateurs : 660 Arbitrage : Trudelle | Spectateurs : 660 Arbitrage : Trudelle |

| Quart de finale retour | AS Étrœungt       | 0 - 1   | Football Féminin Quimper | Stade Municipal, Étrœungt                       |                                                 |
| 19 mars 1978 15h00     |                   | (0 - 1) | Croissant 2e             | Spectateurs : Non connu Arbitrage : Decormeille | Spectateurs : Non connu Arbitrage : Decormeille |
| 19 mars 1978 15h00     | Rapport           |         |                          | Spectateurs : Non connu Arbitrage : Decormeille | Spectateurs : Non connu Arbitrage : Decormeille |
| 19 mars 1978 15h00     | Tirs au but 4 - 3 |         |                          | Spectateurs : Non connu Arbitrage : Decormeille | Spectateurs : Non connu Arbitrage : Decormeille |

| Demi finale aller | AS Romagnat | 2-2 | AS Étrœungt |  |
| 2 avril 1978      |             |     |             |  |

| Demi finale retour | AS Étrœungt     | 1-1 | AS Romagnat |  |
| 9 avril 1978       |                 |     |             |  |
|                    | Tirs au but 2-1 |     |             |  |

| Finale aller | AS Étrœungt | 1-0 | Stade de Reims |  |  |
| 1978         | Billot      |     |                |  |  |

| Entraîneur : |
| Michel Hamel |

| Entraîneur : |
| Michel Hamel |

### Championnat de France 1978-1979
Le championnat de France 1978-1979 est disputé sous la forme d'un premier tour comprenant 20 équipes réparties en 4 groupes. Une phase finale se déroule ensuite. 
| Quart de finale aller | AS Étrœungt | 3-1 | Ol. Hénin-Beaumont |  |
| 11 mars 1979          |             |     |                    |  |

| Quart de finale retour | Ol. Hénin-Beaumont | 2-1 | AS Étrœungt |  |
| 25 mars 1978           |                    |     |             |  |

| Demi finale aller | AS Étrœungt | 2-2 | Ol. Marseille |  |
| 22 avril 1979     |             |     |               |  |

| Demi finale retour | AS Étrœungt | 0-0 | Ol. Marseille |  |
| 29 avril 1979      |             |     |               |  |

| Finale aller | AS Étrœungt    | 1-2 | Stade de Reims |  |  |
| 1979         | Thomas (c.s.c) |     |                |  |  |

| Entraîneur :    |
| Daniel Bertrand |

| Entraîneur :    |
| Daniel Bertrand |

### 1980-1981
Le championnat de France 1980-1981 est disputé sous la forme d'un premier tour comprenant 48 équipes réparties en 6 groupes. Les équipes vainqueures de chaque groupe sont qualifiées les demi-finales de la compétition qui consiste en deux mini-tournois de trois équipes qui s'affrontent une seule fois. Les deux meilleures équipes s'affrontent enfin lors de la finale du championnat.

#### Tour préliminaire
Étrœungt figure dans le groupe nord, avec SC Abbeville, Sault-lès-Rethel, Grauves, Fécamp, Étrœungt, Hem, Ol. Hénin-Beaumont et Crépy-en-Valois.
Étrœungt meilleure attaque avec 78 buts marqués et meilleure défense avec aucun but encaissé.

#### Demi-finales Groupe A
- FC Lyon	2-0 VGA Saint-Maur-des-Fossés
- VGA Saint-Maur-des-Fossés 1-1 AS Étrœungt
- AS Étrœungt1-0 FC Lyon

| Rang | Équipe         | Pts | J | G | N | P | Bp | Bc | Diff |
| ---- | -------------- | --- | - | - | - | - | -- | -- | ---- |
| 1    | AS Étrœungt    | 3   | 2 | 1 | 1 | 0 | 2  | 1  | +1   |
| 2    | FC Lyon        | 2   | 2 | 1 | 0 | 1 | 2  | 1  | +1   |
| 3    | VGA Saint-Maur | 1   | 2 | 0 | 1 | 1 | 1  | 3  | -2   |

#### Finale
| Remplaçants :   |
| Moine ( 66e ) · |
| Entraîneur :    |
| Pierre Geoffroy |

| Remplaçants :     |
| Mercier ( 40e ) · |
| Entraîneur :      |
| Daniel Bertrand   |

| Remplaçants :   |
| Moine ( 66e ) · |
| Entraîneur :    |
| Pierre Geoffroy |

| Remplaçants :     |
| Mercier ( 40e ) · |
| Entraîneur :      |
| Daniel Bertrand   |

## Internationales
Joueuses de l'AS Étrœungt ayant été sélectionnées en équipe de France :
- Sandrine Colombier
- Marie-Noëlle Degardin
- Isabelle Flament
- Chantal Pani
- Martine Petit
- Chantal Prouveur
- Sophie Ryckeboer
- Marie-Noëlle Warot-Fourdrignier